# Александар Јаковљев (конструктор авиона)
Александар Сергејевич Јаковљев (рус. Алекса́ндр Серге́евич Я́ковлев; Москва, 19. март 1906 — Москва, 22. август 1989) је био совјетски инжењер аеронаутике. Дизајнирао је војни авион Јаковљев и основао Пројектантски биро Јаковљев. Јаковљев се  придружио  Комунистичкој партији Совјетког Савеза 1939. године.

## Биографија
Јаковљев је рођен у Москви, где је његов отац био зпослен у нафтној компанији браће Нобел. Од 1919. до 1921. радио је као хонорарни курир још у школи, а 1922 је у оквиру школског пројекта направио свој први модел авиона. Године 1924. направио је једрилицу, АВФ-10, која је извела свој први лет 24. септембра 1924. Дизајн је добио награду и обезбедио му место радника на  Војнотехничкој Академији Ваздухопловства Жуковског. Међутим, његови поновљени покушаји да добије пријем на Академију су били одбијени због његовог „недостатка пролетеријатског порекла”. Године 1927. Јаковљев је дизајнирао ултралаки авион АИР-1. Ово је био први у низу од десет авиона које је дизајнирао између 1927. и 1933. године.
Године 1927. Јаковљев је коначно примљен на Академију и дипломирао је 1931. Тада је распоређен у Московску авијацијску творницу бр.39, где је 1932. основан његов први конструкторски биро лаке авијације. Главни конструктор постао је 1935. Затим главни конструктор авиона (1956 —1984) у Кострукторском бироу Јаковљева.
Конструкторски биро Јаковљева развио је велики број борбених авиона које је совјетско ваздухопловство користило током Другог светског рата. Посебно су познати Јак-1, Јак-3, Јак-7 и Јак-9 као и транспорт Јак-6. Године 1945. Јаковљев је дизајнирао један од првих совјетских авиона са млазним мотором Јак-15. Такође је дизајнирао први совјетски пресретач за све временске услове Јак-25П, и први совјетски суперсонични бомбардер, Јак-28. У послератном периоду, Јаковљев је био најпознатији по цивилном авиону Јак-42, тромоторном авиону средњег домета и бројним моделима за акробатику.
Јаковљев је служио под Јосифом Стаљином као заменик министра ваздухопловне индустрије између 1940. и 1946. Пре почетка Другог светског рата, направио је бројна путовања у иностранство, укључујући Италију, Енглеску и Немачку, како би проучавао развој авиона у тим земљама. Након почетка рата, помагао је у надгледању евакуације фабрика авиона на исток и организацијом производње, док је наставио као главни конструктор свог бироа. Био је и дописни члан Академије наука СССР 1943. Године 1946. добио је звање „генерал-пуковник авијације“. Године 1976. Јаковљев је постао академик Академије наука СССР-а. 
Био је посланик Врховног совјета СССР-а (1946–1989). Јаковљев је пензионисан 21. августа 1984. Сахрањен је на Новодевичјем гробљу у Москви.

## Награде и одликовања
- Херој социјалистичког рада (1940, 1957)
- Лењинова награда (1972)
- Стаљинова награда (1941, 1942, 1943, 1946, 1947, 1948)
- Државна награда СССР 1977)
- Орден Лењина (10 пута)
- Орден Октобарске револуције
- Орден Црвене заставе (два пута)
- Орден Суворова 1. и 2. класе,
- Орден Отаџбинског рата 1 степена (два пута)
- Орден Црвене заставе рада
- Орден Црвене звезде
- Легија части, официр (Француска)